# Adolfo Miralles de Imperial
Adolfo Miralles de Imperial (Elche, 1845-Alicante, 1870) fue un escritor y periodista español del siglo XIX.

## Biografía
Habría nacido en la localidad alicantina de Elche en 1845. Fue director en Madrid del Semanario Popular (1865). En 1868 publicó la Crónica de la provincia de Castellón, uno de los tomos de la Crónica general de España dirigida por Cayetano Rosell. Falleció prematuramente en 1870 en Alicante.